# Skukovo
Skukovo (Servisch cyrillisch Скуково) is een plaats in de Servische gemeente Novi Pazar. De plaats telt 23 inwoners (2002).